# Portus
Portus je bilo veliko umetno pristanišče Antičnega Rima. Postavljeno je bilo na severni obali severno od Tiberinega ustja v Tirensko morje. 

## Opis
Ustanovil ga je Klavdij, povečal pa Trajan, da bi razbremenil bližnje pristanišče Ostia. 
Arheološki ostanki pristanišča se nahajajo blizu današnje italijanske vasi Porto v občini Fiumicino,, južno od Rima v  Laciju (antično Latium).

## Slikovna zbirka
- Nekdanja pristaniška kotanja
- Plastičen prikaz antičnega pristanišča Portus Romae med Klavdijevo graditvijo[3]
- Reliefen prikaz pristana
Museum Via Ostiense, Rim
- Portus: Klavdijevo prvotno pristanišče in šesterokotno povečanje pod Trajanom.
- J. Blaeu: Utriusque portus Ostiae delineatio; bakrorez iz 17. st. [4]
- Tabula Peutingeriana – rimski poznocesarski itinerarium[5]
- La Rocca, na desnem obrežju Tibere; risba iz 15. st. [6]
- Freska Antonia Dantija 1582 [7]
- Ustje Tibere s šesterokotnim Portovskim sodobnim pristaniščem (današnji "Lago Traiano").